# 水陸浮揚戦車
水陸浮揚戦車(Земноводный подлетающий танк)とは、1937年にソビエト連邦のモスクワ航空機工場 #84で開発された戦車である。開発技術陣はウラジミール・イスライリビッチ・レフコフに率いられた。開発はモックアップの制作段階を出ることはなかった。

## 経緯
ソビエト連邦におけるホバークラフトの最初の成功例は1930年代まで日時がさかのぼり、また能力ある開発設計者だったウラジミール・レフコフの名と緊密に関連している。1925年には、彼は自らの論文「Вихревая теория ротора（ローターの渦流理論）」でホバークラフトの実現性を具体化していた。1934年に彼の研究所で設計製造されたL-1空気浮揚艇はしばしば世界初のホバークラフトであるとみなされ、またすぐ後にL-5高速攻撃艇がこれに続いた。この輸送技術のさらなる研究には大きな可能性があることが明らかとなった。
民生用の艇と並び、レフコフは軍用にこの技術を利用することも試みていた。1937年、彼に率いられたモスクワ航空機工場 #84の技術者の一団がホバークラフト戦車の開発に着手した。もともとの書類では、この機体は水陸浮揚戦車（amphibious hovering tank）と呼称されている。この機はおおまかにL-1空気浮揚艇を設計の基礎としており、同じように当時開発段階にあったL-5艇とも関連があった。開発陣はこうした装甲車輌が泥濘や砂漠地帯、また同じく湖沼や河川の多い土地でも効果的に使えるものと示していた。1937年の終わりに、4分の1スケールのモックアップが制作された。しかしながら計画は軍の高級士官達の注目を集めなかったため、完成することはなかったと推測される。

## 設計
この車輌の流線形状の車体はU字型の横断面を持ち、L-1艇のレイアウトを引き継いでいる。また10mmから13mmの装甲板を溶接して構成され、傾斜した艇首及び艇尾を持つ。
航空機用のエンジンであった2基のシュベツォフ M-25エンジンは総計1,450馬力を出力し、2基のプロペラで推進する。これらは車体の艇首と艇尾部分に設けられた、垂直のトンネル内部に備えられた。設計文書では車両重量を8.5tと規定し、水上または地上200mmから250mm上方を浮揚して120km/hで走行するとした。旋回は気流を調整するルーバーによって達成する。
この戦車は二人乗りとして設計された。操縦手は前部プロペラの後方に位置し、また車長兼砲手は円筒形状の回転砲塔を操作した。車輌の兵装には7.62mm DT機関銃が搭載された。

## 現代の評価
ホバークラフト戦車のような、特異なコンセプトが為し得る戦闘での効果を推定するのは非常に難しい一方、その速度や水陸両用機能が大きな優越性となるのは明らかである。また一方、技術的信頼性、1930年代の技術レベルや当時ホバークラフトが完全に新奇なものだったことを考慮すると、一般的にこうした車輌の現実性には疑問がある。また薄い装甲とサイズの大型化が予想され、対戦車部隊もしくは大口径の機銃や機関砲にとってさえも容易な目標となる。こうした理由が開発中止に至ったかは定かではない。
後、航空機設計者・発明者であるパーヴェル・グロホフスキーは、ソ連空軍のQKBにおいて補助車輪を持つ浮揚装甲車の研究に従事した。これもまた完成に至っていない。